# سیستم دی بوت
سیستم‌دی-بوت(به انگلیسی: systemd-boot) یک بوت‌منیجررایگان و متن باز است که با منسوخ شدن پروژه گامی‌بوت و ادغام آن با سیستم‌دی در ماه مه سال ۲۰۱۵ ساخته شد.
پروژه گامی‌بوت توسط Key Sievers و Harald Hoyer، کارمندان شرکت رد هت ساخته و به عنوان یک جایگزین جمع و جور برای گنو گراب(به انگلیسی: GNU GRUB) به منظور استفاده در سیستم هایی که از UEFI استفاده می‌کنند طراحی شد. این ابزار به طور خودکار تصاویر قابل بوت (شامل سیستم عامل ها و بوت‌لودر های دیگر) را شناسایی می‌کرد، به فایل پیکربندی نیاز نداشت، یک رابط کاربری ساده بر پایه جدول ارایه می‌کرد، و همچنین می‌توانست با سیستم‌دی ترکیب شود با اطلاعات عملکرد را نمایش دهد.
برای بازی با کلمات، اسم "گامی‌بوت" در آلمانی(زبان مادری توسعه دهنده های اولیه آن) به معنی قایق بادی است. هر چند که این پروژه توسط دو کارمند این شرکت توسعه یافته بود، اما در پروژه فدورا استفاده نشد. در عوض، این پروژه از افی‌لینوکس برای بارگذاری زنجیره‌ای گراب استفاده می‌کرد.
گامی‌بوت تحت پروانه LGPL-2.1-or-later بود، بر خلاف گراب که تحت پروانه GPL-3.0-or-later است. این تفاوت به این دلیل بود که به گامی‌بوت اجازه دهد تا برای سیستم های مبنی بر UEFI که از بوت امن(به انگلیسی: secure boot) استفاده می‌کردند مناسب باشد، به دلیل نگرانی ها درباره الزام آن در پخش کردن تمام کلید های دسترسی(گواهی کلید عمومی) در صورت اعمال محدودیت های سخت‌افزاری مانند سکیور بوت که برای استفاده از پروانه GPL-v3 نیاز است.